# Вијетнамски календар
Вијетнамски календар је у суштини локализована верзија кинеског календара, разликују се само по томе што се у Вијетнаму користи ханојска часовна зона уместо пекиншке (која је сат времена испред). То значи да ће Вијетнамска нова година (Tết) углавном бити на исти дан као и Кинеска нова година, осим ако се не умеша разлика у времену.

## Разлике у односу на кинески календар услед временске зоне
Кинески/вијетнамски календар је базиран на астрономским осматрањима, због чега је зависан од локалног стандардног времена. Северни (комунистички) Вијетнам је 8. августа1967. прешао из зоне UTC+8 у зону UTC+7, што је у Јужном Вијетнаму примењено тек 1975, на крају Вијетнамског рата. Услед ове разлике, Северни и Јужни Вијетнам су чувени Тếт 1968. прославили у различите дане. Ефект ове промене се видео на примеру зимске краткодневице 1984. (21.12. у 16:21 по UTC). По ханојском времену краткодневица је била 21.12. у 23:21, а по пекиншком то је већ био 22.12. у 00:21.
Пошто 11. месец кинеског/вијетнамског календара мора садржавати краткодневицу, Вијетнамци су за 11. месец узели онај у интервалу 23.11. - 21.12.1984, а Кинези онај следећи, у периоду 22.12.1984.–20.1.1985. Зато је те 1985. Вијетнамска нова година била 21. јануара/сијечња, а кинеска 20. фебруара. Два календара су се опет ускладила након што је у вијетнамски календар уметнут преступни месец у периоду 21.3.–19.4.
Други извор разлике је у томе што је први дан лунарног месеца по овом систему онај у коме се догоди конјункција Сунца и Месеца (астрономски млад Месец). Тако је 2007. одговарајаћи млад Месец био 17.2. у 23:15 по вијетнамском времену, одн. 18.2. у 00:15 по кинеском; услед тога је 1. месец у Кини почео, и Нова година дошла, дан касније.
Од 1975. до 2100. само су четири случаја када Лунарна нова година почиње у различите дане у Вијетнаму и Кини, два су већ наведена:
| Година | Вијетнамска нова година | Кинеска нова година |
| ------ | ----------------------- | ------------------- |
| 1985   | 21. јануар/сијечња      | 20. фебруар         |
| 2007   | 17. фебруар             | 18. фебруар         |
| 2030   | 2. фебруар              | 3. фебруар          |
| 2053   | 18. фебруар             | 19. фебруар         |

## Разлика у зодијаку
"Зец“ из кинеског зодијака је у вијетнамском замењен „мачком“. Тако, дете рођено у кинеској години Зеца је такође рођено у вијетнамској години Мачке (mèo/mão). Такође, кинеска „овца“ је замењена вијетнамском „козом“ (додуше, на кинеском је иста реч за те две животиње). „Во“ или „крава“ из кинеског зодијака се у вијетнамског често сматра за воденог бивола (sửu/trâu). Осталих 9 животиња су истоветни у оба зодијака.